# Бакси, Колин
Колин Бакси (англ. Colin Bucksey; род. 1946 в Камберуэлле, Лондоне, Англии) — американский режиссёр кино и телевидения британского происхождения.

## Карьера
С 1970-х годов Бакси участвовал в съёмках британских телесериалов. Был режиссёром эпизодов «Королевского суда» и «Триллера на диване». В 1989 Бакси снял фильм «Дельцы» с Полом Макганном и Ребеккой Де Монрэй в главных ролях. Свою режиссёрскую карьеру он продолжил на американском телевидении, снимая эпизоды сериалов «Автостопщик», «Полиция Майами», «Криминальные истории», «Умник», «Скользящие», «Детектив Нэш Бриджес», «Лексс», «Морская полиция: Спецотдел», «4исла», «Во все тяжкие», «4400», «Чёрная метка», «Лучше звоните Солу». За одну из своих последних работ в сериале «Фарго» Колин Бакси получил премию «Эмми» за лучшую режиссуру мини-сериала.

## Личная жизнь
В 1973 году Колин Бакси женился на Верити Ламберт (первый продюсер «Доктора Кто»). Он женат на Салли Бакси. У них двое детей: Альфред и Теодор.

## Избранная фильмография
- Великая / The Great (2020)
- Терновый куст / Briarpatch (2020)
- Грешница / The Sinner (2020)
- Wu-Tang: Американская сага / Wu-Tang: An American Saga (2019)
- Любовники / The Affair (2018—2019)
- Миллиарды / Billions (2017—2019)
- Шесть / Six (2018)
- Десять дней в долине / Ten Days in the Valley (2017)
- Достать коротышку / Get Shorty (2017)
- Человек в высоком замке / The Man in the High Castle (2016)
- Мастера секса / Masters of Sex (2016)
- Семья / The Family (2016)
- Лучше звоните Солу / Better Call Saul (2015—2016)
- Мыслить как преступник: За границей / Criminal Minds: Beyond Borders (2016)
- Рэй Донован / Ray Donovan (2015)
- Батл Крик / Battle Creek (2015)
- Месть / Revenge (2012—2015)
- Воскрешение / Resurrection (2014)
- Компаньоны / Franklin & Bash (2012—2014)
- Мост / The Bridge (2014)
- Фарго / Fargo (2014)
- Женщины-убийцы / Killer Women (2014)
- Счастливая семёрка / Lucky 7 (2013)
- Не навреди / Do No Harm (2013)
- Понедельник утром / Monday Mornings (2013)
- Элементарно / Elementary (2012)
- Во все тяжкие / Breaking Bad (2009—2012)
- Схватка / Damages (2012)
- Доктор Хаус / House (2012)
- В поле зрения / Person of Interest (2011)
- Тайный круг / The Secret Circle (2011)
- Чёрная метка / Burn Notice (2007—2011)
- Медиум / Medium (2010)
- Болота / The Glades (2010)
- Травма / Trauma (2010)
- Столкновение / Crash (2009)
- Морская полиция: Спецотдел / NCIS (2005—2008)
- 4400 / The 4400 (2006—2007)
- 4исла / Numbers (2007)
- Эврика / Eureka (2006)
- Крадущийся в ночи / Night Stalker (2006)
- Коджак / Kojak (2005)
- Звёздный охотник / Starhunter (2004)
- Холби-сити / Holby City (2001—2003)
- В глубине / In Deep (2001—2003)
- Лексс / Lexx (2001)
- Городская готика / Urban Gothic (2000)
- Огни гавани / Harbour Lights (2000)
- CI5: Новые профессионалы / CI5: The New Professionals (1999)
- Детектив Нэш Бриджес / Nash Bridges (1996—1999)
- Новые приключения Робина Гуда / The New Adventures of Robin Hood (1998)
- Космический остров номер один / Space Island One (1998)
- Федералы / Feds (1997)
- Скользящие / Sliders (1996)
- Прямая трансляция / Live Shot (1995)
- Космический участок / Space Precinct (1994)
- Ужас в ночи / Terror in the Night (1994)
- Неприкасаемые / The Untouchables (1993)
- Умник / Wiseguy (1990)
- Управление по борьбе с наркотиками / DEA (1990)
- Звонящий в полночь / Midnight Caller (1989)
- Дилеры / Dealers (1989)
- Полиция Майами / Miami Vice (1987—1989)
- Криминальные истории / Crime Story (1988)
- Охара / Ohara (1987)
- Автостопщик / The Hitchhiker (1987)
- Называйте меня мистер / Call Me Mister (1986)
- Второй экран / Screen Two (1986)
- Пьеса дня / Play for Today (1978—1983)
- Бержерак / Bergerac (1983)
- Обучение Мармелад / Marmalade Atkins (1982—1983)
- Театр ITV / Playhouse (1982)
- Триллер в кресле / Armchair Thriller (1980)
- The Dick Francis Thriller: The Racing Game (1979)
- Автомобили Z / Z-Cars (1978)
- Хейзелл / Hazell (1978)
- Second City Firsts / Second City Firsts (1977)
- Королевский суд / Crown Court (1976)